# Саттон-Браун, Тэмми
Тамара Ким «Тэмми» Саттон-Браун (англ. Tamara Kim "Tammy" Sutton-Brown; родилась 27 января 1978 года, Маркем, Йорк, Онтарио, Канада) — канадская профессиональная баскетболистка, которая выступала в женской национальной баскетбольной ассоциации. Была выбрана на драфте ВНБА 2001 года во втором раунде под общим восемнадцатым номером командой «Шарлотт Стинг». Играла на позиции центровой.

## Ранние годы
Тамара Саттон-Браун родилась 27 января 1978 года в коммуне Маркем (провинция Онтарио), а училась она там же в коллегиальном институте Миддлфилд, в котором выступала за местную баскетбольную команду.